# Synema obscuripes
Synema obscuripes är en spindelart som beskrevs av Dahl 1907. Synema obscuripes ingår i släktet Synema och familjen krabbspindlar.
Artens utbredningsområde är Madagaskar. Inga underarter finns listade i Catalogue of Life.